# Lianokládhion
Lianokládhion (Leianokladi) är en ort i Grekland.   Den ligger i prefekturen Fthiotis och regionen Grekiska fastlandet, i den centrala delen av landet, 160 km nordväst om huvudstaden Aten. Lianokládhion ligger 60 meter över havet och antalet invånare är 1 085.
Terrängen runt Lianokládhion är varierad.Runt Lianokládhion är det ganska tätbefolkat, med 93 invånare per kvadratkilometer. Närmaste större samhälle är Lamia, 11,4 km öster om Lianokládhion. Trakten runt Lianokládhion består till största delen av jordbruksmark.